# Gottlieb Ludwig Eduard Sckell

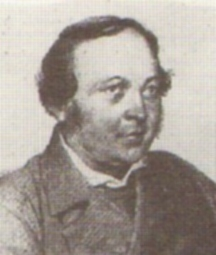
Gottlieb Ludwig Eduard Sckell

Gottlieb Eduard Ludwig Sckell (* 1802 in Troistedt; † 1873 in Belvedere bei Weimar) war ein deutscher Gartenbaumeister, der der Gärtner- und Försterfamilie der Sckell entstammte.
Im Jahre 1819/1820 erhielt er eine Anstellung im Botanischen Garten Berlin. Im Jahre 1820/1821 folgte eine Anstellung in Frankreich und England, bevor er 1823 Gartenkondukteur in Wilhelmsthal bei Eisenach wurde. 1841 übertrug man ihm die Parkrevierleitung in Belvedere. In den Jahren 1841–1847 erfolgte unter ihm auf Belvedere eine große Umgestaltung. Im Jahre 1857 wurde er Hofgarteninspektor für Weimar, Tiefurt, Ettersburg u. a. Zum Beispiel von Belvedere erfolgte endgültig die Verschmelzung des Schlossgartens mit der Umgebung durch die Anlegung einer englischen Partie zu einem Landschaftsgarten, die letztlich auch den gegenüberliegenden Forst einbezieht. Der Gartenbaumeister Eduard Petzold absolvierte bei Sckell auf Belvedere auch einen Abschnitt seiner Ausbildung. Auch verschiedene Partien, wie z. B. der Irrgarten von Belvedere 1843, wurden nach seinen Plänen angelegt. Die Anlage der englischen Partien durch Sckell erfolgte im Sinne der Parkgestaltung nach Hermann Fürst von Pückler-Muskau, aber auch nach dessen Ratschlägen.
Er war Sohn von Johann Christian Sckell, der für die Gärtnerei und die berühmte Orangerie zuständig war. Seine Söhne Julius Sckell und Armin Sckell waren ebenfalls in Belvedere Hofgärtner. Literarisch betätigte er sich nicht. Seine Söhne hinterließen hingegen gartenkünstlerische Literatur.